# Pathfinder (pel·lícula de 2007)
Pathfinder és una pel·lícula d'aventures de l'any 2007 dirigida per Marcus Nispel i protagonitzada per Karl Urban i Moon Bloodgood. Aquest film és una adaptació de Pathfinder (Veiviseren - Ofelaš), una pel·lícula noruega de 1987 dirigida per Nils Gaup, basada en una llegenda lapona del segle XII i que va estar nominada com a millor pel·lícula de parla no anglesa als Oscar de l'any següent. Tot i així, en aquesta nova versió s'ha canviat l'escenari.

## Argument
Pathfinder és una sagnant història ambientada en l'època en què els vikings van intentar conquerir Amèrica del Nord al segle x. S'hi narra la història d'un noi viking que havia estat deixat enrere després d'una incursió a les costes americanes i que és criat pels indis americans que van sobreviure a l'atac dels guerrers escandinaus. Davant de la tornada dels vikings, el noi, convertit en guerrer enmig dels dos pobles, tractarà d'impedir que tornin a deixar un rastre de mort i de destrucció al seu pas.

## Repartiment
- Karl Urban - Ghost
- Moon Bloodgood - Starfire
- Russell Means - Pathfinder
- Jay Tavare - Blackwing
- Clancy Brown - Gunnar
- Ralf Moeller - Ulfar